# ニッポン放送の夜ワイド番組
ニッポン放送夜ワイド番組とは、ニッポン放送の月曜 - 土曜の21時から25時にかけて放送されたワイド番組の一覧である。

## 現在

### 平日

#### 21 - 23時台
- オールナイトニッポン MUSIC10（2015年9月 - ）

#### 24時台
- オールナイトニッポンX（2021年4月 - ）

### 金曜
- オールナイトニッポンGOLD（2013年10月 - ）

### 土曜
- SixTONESのオールナイトニッポンサタデースペシャル（2020年4月 - ）

## 過去

### 平日

#### 21 - 23時台
- 大入りダイヤルまだ宵の口（1975年4月 - 1981年10月）
- くるくるダイヤル ザ・ゴリラ（1981年11月 - 1983年4月）
- ヤングパラダイス（1983年5月 - 1990年3月）
- 内海ゆたおの夜はドッカーン!（1990年4月 - 1991年2月）
- 伊集院光のOh!デカナイト（1991年3月 - 1995年4月）
- キャイ〜ン天野ひろゆきのMEGAうま!ラジオバーガー!!（1995年5月 - 1995年10月）
- ゲルゲットショッキングセンター（1995年11月 - 1999年3月）
- allnightnippon SUPER!（1999年3月 - 2003年3月）
- オールナイトニッポンいいネ!（2003年3月 - 2004年3月）
- HOT'n HOT お気に入りに追加!（2004年4月 - 2005年3月）
- デーモン小暮 ニッポン全国 ラジベガス（2005年4月 - 2005年9月）
- 東貴博 ニッポン全国 ラジベガス（2005年10月 - 2006年9月）
- 東貴博のヤンピース（2006年10月 - 2008年8月）
- ヤンピーススペシャル ティーンズコイバナ学園（2008年9月）
- 銀河に吠えろ!宇宙GメンTAKUYA（2008年9月 - 2009年11月）
- オールナイトニッポンGOLD（2009年11月 - 2015年9月）

#### 24時台
- ミッドナイトミュージックダンク（1995年5月 - 1995年11月）
- LFクールKのLF+Rフライングビート（1999年3月 - 1999年9月）
- LF+RフライングNIGHT!（1999年10月 - 2002年3月）
- グローバーのウラナイ!（2002年4月 - 2003年3月）
- 知ってる?24時。（2003年4月 - 2006年3月）
- ミューコミ（2006年4月 - 2009年3月）
- 宇宙GメンEX（2009年4月 - 2009年12月）
- ミュ〜コミ+プラス（2010年1月 - 2021年3月）

### 金曜
- 恋する電リク ザ・マイク・ストロベリーショー（1983年5月 - 1984年2月）
- TOKYOベストヒット（1984年2月 - 1990年3月）
- B21スペシャルの活躍金曜日（1990年4月 - 1991年2月）
- 伊集院光のOh!デカナイトフライデースペシャル（1991年3月 - 1994年3月）
- 入江雅人のGo!Go!テレキッズ（1994年4月 - 1996年3月）
- 海砂利水魚のディスコ・ザ・ガマ（1996年4月 - 1997年3月）
- 岩男潤子と荘口彰久のスーパーアニメガヒットTOP10（1997年4月 - 1998年3月）
- LFクールKのフライデーウルトラカウントダウン（1998年4月 - 1999年3月）
- ネプチューンのallnightnippon SUPER!（1999年4月 - 2002年9月）
- 堀内健とビビる大木のallnightnippon SUPER FRIDAY!（2002年10月 - 2003年3月）
- 長渕剛のオールナイトニッポンフライデースペシャル・今夜もバリサン（2003年4月 - 2003年9月）
- オールナイトニッポン FRIDAY SPECIAL（2003年10月）
- SHOGOのオールナイトニッポンフライデースペシャル（2003年11月 - 2004年3月）
- 南海キャンディーズ 山里亮太のヤンピース フライデースペシャル（2006年10月 - 2008年8月）
- オールナイトニッポンGOLD（2009年12月）
- 新保友映のオールナイトニッポンGOLD（2010年1月 - 2011年3月）
- オールナイトニッポンGOLD app10.jp（2011年4月 - 2012年3月）
- オールナイトニッポンGOLD オールナイトニッポン45周年特別企画（2012年4月 - 2013年10月）

### 土曜
- 燃えよせんみつ足かけ二日大進撃（1974年4月 - 1980年4月）
- 所ジョージの足かけ二日大進撃（1980年4月 - 1983年4月）
- 明石家さんまのラジオが来たゾ!東京めぐりブンブン大放送（1983年5月 - 1988年3月）
- 渡辺正行の東京めぐりブンブン大放送（1988年4月 - 1990年4月）
- 青春コール東京ハラギャーテーズ（1990年4月 - 1990年10月）
- 森脇・山田のパニックしようぜ!東京ハラギャーテーズ（1990年10月 - 1991年3月）
- 東京サウンドバズーカ音姫絵巻（1991年4月 - 1992年4月）
- 浅草キッドの土曜メキ突撃!ちんちん電車!（1992年4月 - 1993年4月）
- 浅草キッドの奇跡を呼ぶラジオ（1993年4月 - 1994年10月）
- 夜のおもちゃ ぜんじろげっ!（1994年10月 - 1995年3月）
- 後藤鮪郎の正義のラジオ!ジャンベルジャン!（1995年4月 - 1995年10月）
- ドリアン助川の正義のラジオ!ジャンベルジャン!（1995年10月 - 2000年3月）
- 福山雅治のオールナイトニッポンサタデースペシャル・魂のラジオ（2000年3月 - 2015年3月）
- オールナイトニッポンサタデースペシャル 大倉くんと高橋くん（2015年4月 - 2020年3月）

## 関連記事
- ニッポン放送の夜ワイドの変遷